# きょうから英会話
『きょうから英会話!』（きょうからえいかいわ）は、NHK教育テレビジョンで放送された語学番組である。

## 概要
中学1、2年生レベルの基礎的な英語でコミュニケーションができることを目指していく。日常でよく使う英語表現を中心に、テーマに沿った英単語も学習する。NHKの英会話講座に独自につけられるレベルの目安で、レベル1 - 2（中学1年 - 中学2年レベル）と位置づけられる。
半年単位の講座で、初回は2007年度上期に放送され、下期にリピートされた。2008年度下期よりアンコール放送される。

## 放送時間
いずれも日本標準時。
2007年度
- 本放送：水曜日　23:10 - 23:30
- 再放送：翌週火曜日　6:40 - 7:00／12:10 - 12:30

2008年度
- 再放送：木曜日　23:10 - 23:30
- 再々放送：翌週木曜日　6:40 - 7:00／12:10 - 12:30

## 出演者
- 講師：松本茂
- アシスタント：チャド・マレーン（ジパング上陸作戦）
- 生徒：ピエール瀧、高橋ユウ
- その他：
  - toutou（「単語でGO!」コーナー出演。番組の主題歌「えいごのうた」も担当)
  - 水沢有美（スキット出演・雪枝役）
  - TORICO（スキット出演・茜役）
  - クリスティーナ（スキット出演・Tina役)
  - ジェフリー・ロウ（スキット出演・George役）
  - としお（スキット出演）
  - ティファニー・マーチン（スキット出演）